# Lori gorja-roig
El lori gorja-roig  (Charmosyna aureicincta) és una espècie d'ocell de la família dels psitàcids que habita la selva humida de les illes Fiji.